# Juan Antonio García Acedo
Juan Antonio García Acedo, más conocido como Juan García (Badajoz, 27 de enero de 1976), es un entrenador de fútbol español. Actualmente entrena a la A. D. Llerenense de la Tercera Federación.

## Carrera deportiva
Comenzó su carrera como entrenador en las filas del Atlético Pueblonuevo de las Divisiones Regionales de fútbol en Extremadura en la temporada 2014-15.
En la temporada 2016-17, se hace cargo del Olivenza FC de la Tercera División de España.
En la temporada 2017-18, firma como entrenador del Club Deportivo Don Benito con el que se convierte en campeón del Grupo XIV de la Tercera División de España y logra ascender a la Segunda División B de España.
En las temporadas 2018-19, 2019-20 y 2020-21 sería entrenador del Club Deportivo Don Benito en la Segunda División B de España.
En verano de 2021, firma como entrenador de la Asociación Deportiva Mérida en la Segunda División RFEF. El 28 de noviembre de 2021, en la jornada 13 de campeonato sería destituido y sustituido por Juanma Barrero.
El 13 de junio de 2022, firma como entrenador del CD Calahorra de Primera División RFEF, en sustitución de Eduardo Docampo.
El 8 de diciembre de 2022, es destituido como entrenador del CD Calahorra, ocupando el conjunto calagurritano el puesto de colista a cinco puntos de la salvación.
Tras estar un año sin equipo, en verano de 2024 firmaría por la A. D. Llerenense de la Tercera Federación.

## Trayectoria como entrenador
| Club                 | País   | Año       |
| -------------------- | ------ | --------- |
| Atlético Pueblonuevo | España | 2014-2015 |
| Olivenza F. C.       | España | 2016-2017 |
| C. D. Don Benito     | España | 2017-2021 |
| A. D. Mérida         | España | 2021      |
| C. D. Calahorra      | España | 2022-2023 |
| A. D. Llerenense     | España | 2024-Act. |